# Stootshorn (waterschap)
Stootshorn is een voormalig waterschap in de provincie Groningen.
De polder lag ten westen van Noordbroek. De noordgrens lag bij het Siepkanaal (gemeentegrens met Slochteren), de oostgrens bij de Slochterweg, de Veenweg en de Dwangsweg, de zuidgrens bij de Zandweg en de westgrens weer langs het Siepkanaal. De molen stond vlak bij het kruispunt Slochterweg-Veenweg en sloeg uit op sloot die uitkomt op de Veenwatering. Een deel van de polder lag in het kanaalwaterschap Siepkanaal. 
Waterstaatkundig gezien ligt het gebied sinds 2000 binnen dat van het waterschap Hunze en Aa's.

## Naam
Het waterschap was genoemd naar de buurtschap Stootshorn.